# الكهوف الكبرى
الكهوف الكبرى (بالإنجليزية: Grand Caverns)‏؛ هي مجموعة من الكهوف التي تقع في مقاطعة أوغوستا في الولايات المتحدة.

## السياحة
تعد «الكهوف الكبرى» إحدى مواقع الجذب السياحي في مقاطعة أوغوستا في ولاية فرجينيا الأمريكية.